# Metropolia di Larissa e Tyrnavos

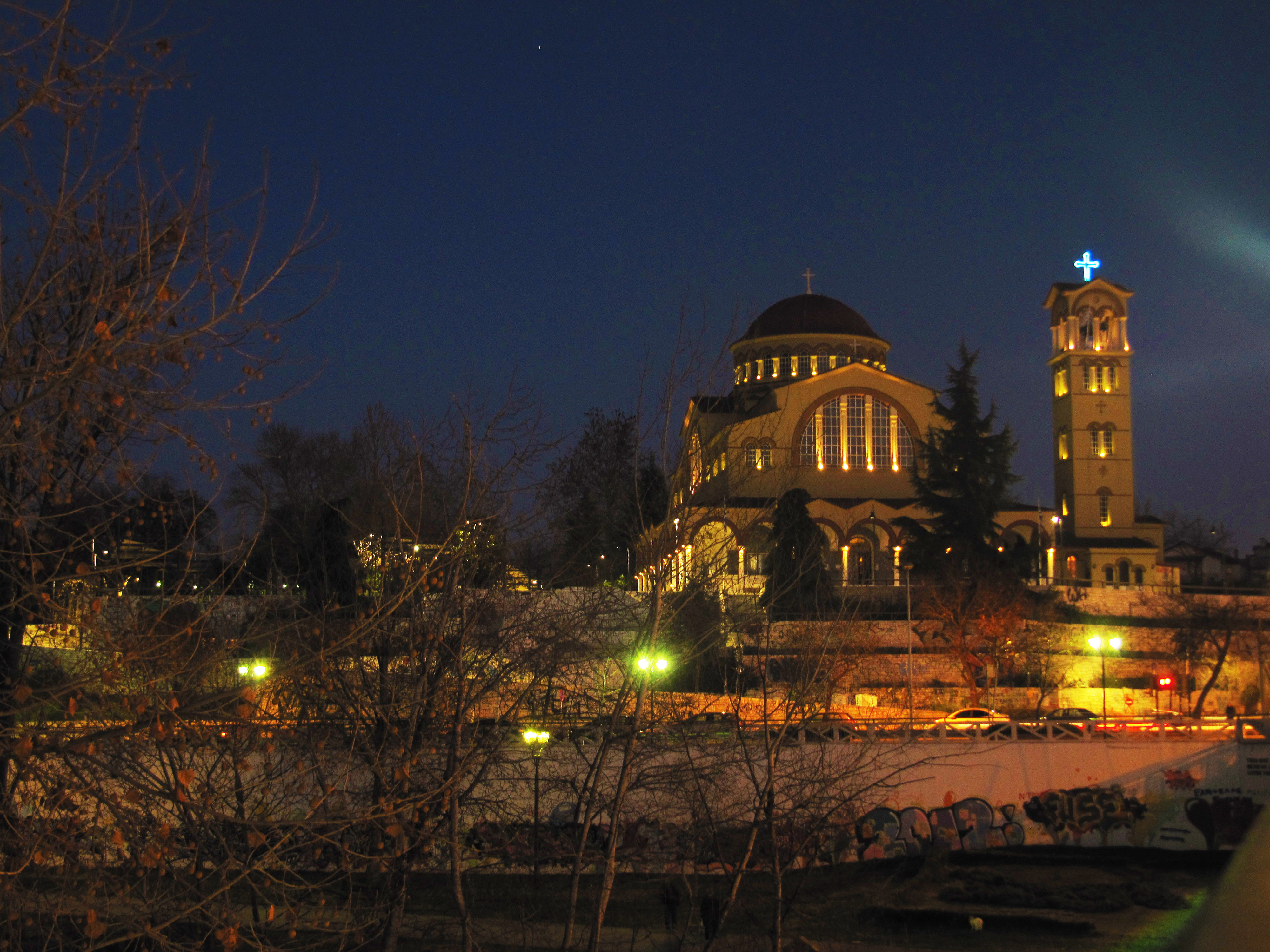
La cattedrale di Sant'Achille a Larissa.

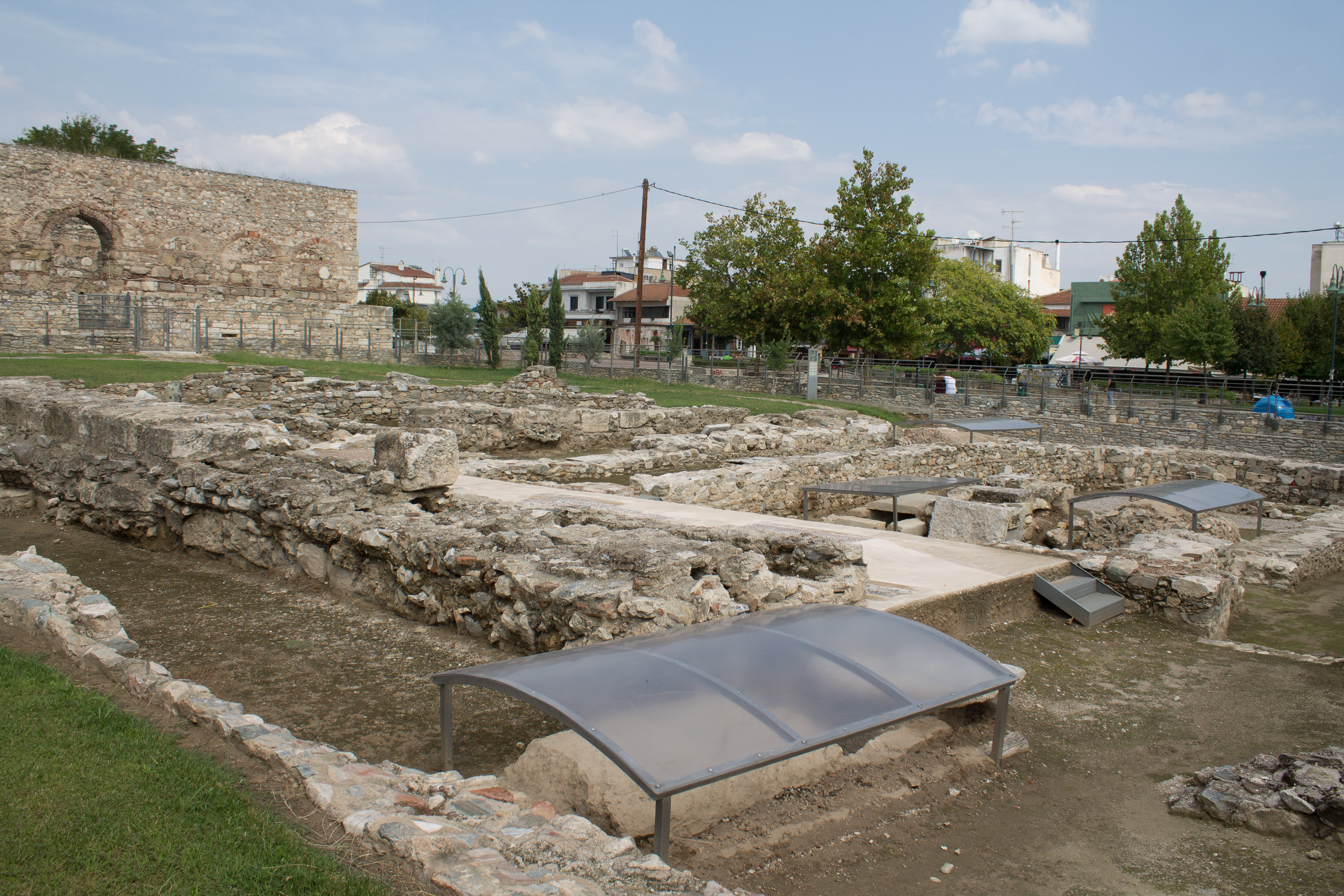
Resti della cattedrale bizantina di Larissa.

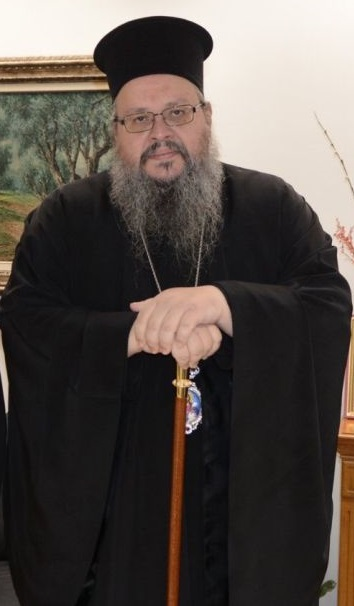
Geronimo Nikolopoulos, metropolita di Larissa e Tyrnavos dal 7 ottobre 2018.

La metropolia di Larissa e Tyrnavos (in greco Ιερά Μητρόπολης Λαρίσης και Τυρνάβου?, Ierá Mitrópolīs Larísis kai Turnávou) è una diocesi della Chiesa di Grecia, con sede a Larissa, dove si trova la cattedrale di Sant'Achille.
Dal 7 ottobre 2018 il metropolita è Geronimo Nikolopoulos.

## Storia
Larissa è l'antica sede metropolitana della provincia romana di Tessaglia in Grecia. Come tutte le sedi episcopali della prefettura dell'Illirico, fino a metà circa dell'VIII secolo l'arcidiocesi di Larissa era parte del patriarcato di Roma; in seguito fu sottoposta al patriarcato di Costantinopoli.
Il cristianesimo penetrò ben presto a Larissa, anche se il suo primo vescovo storicamente documentato è Claudiano, che prese parte del concilio di Nicea del 325. Il menologio greco ricorda sant'Achilleo, vissuto agli inizi del IV secolo, noto per i suoi miracoli e al quale fu dedicata la cattedrale.
Agli inizi del V secolo era già costituita la provincia ecclesiastica della Tessaglia, come documentano gli atti del concilio di Efeso del 431, al quale partecipò il primo metropolita noto di Larissa, Basilio, che prese nettamente posizione in favore di Nestorio e per questo fu destituito.
Nelle Notitiae Episcopatuum del patriarcato di Costantinopoli Larissa è sempre indicata come sede metropolitana. Nella Notitia datata all'inizio del X secolo, la prima che riporta anche le suffraganee per ogni metropolia, a Larissa sono assegnate 10 diocesi suffraganee: Demetriade, Farsalo, Taumaco, Zetonio, Ezero, Lidoricio, Tricca, Echino, Calidro e Stagoi. Nel corso dell'XI secolo la provincia ecclesiastica di Larissa si accresce di altre 6 diocesi, tra cui quelle di Cardicio e di Scopelo. Il numero di 16 suffraganee è ancora documentato in un atto patriarcale a favore del metropolita Nilo del 1371.
In seguito alla quarta crociata Larissa divenne sede di una arcidiocesi di rito latino, di cui sono noti alcuni anonimi arcivescovi all'inizio del XIII secolo. In questo periodo tuttavia la città continuò ad avere un metropolita greco, come documentano gli atti patriarcali dell'epoca, benché spesso non se ne conosca il nome. 
Nella seconda metà del XIII secolo la Tessaglia e la provincia ecclesiastica di Larissa fu sottratta al patriarcato di Costantinopoli e sottoposta alla giurisdizione del patriarcato di Serbia, fino al 1371. In questo periodo i metropoliti si trasferirono per un certo tempo a Amicle (Amykléion), e poi soprattutto a Tricca (oggi Trikala), a 62 km ad ovest di Larissa, e non di rado nei documenti sono citati come "metropoliti di Tricca".
Tra XIV e XV secolo iniziò a ridursi il numero delle diocesi suffraganee, molte delle quali furono assorbite da Larissa, tra cui le diocesi di Tricca, di Stagoi e di Cardicio. Nel corso dell'Ottocento tutte le suffraganee di Larissa scomparirono, o perché unite alla sede metropolitana o perché elevate al rango di metropolia.
Nel XVI secolo, e soprattutto nella seconda metà del XVII secolo, cinque metropoliti di Larissa furono eletti patriarchi di Costantinopoli: Geremia II, Paisio I, Dionisio III, Dionisio IV e Giacomo.
Tra XVI e XVII secolo la sede di Larissa fu occupata dal metropolita Dionisio IV, originario dell'Epiro, che iniziò a predicare la lotta armata contro il sultano Mehmet III (1595-1603) cosa che provocò la rappresaglia ottomana, che portò morte e distruzioni in Tessaglia. Il patriarca giudicò l'atteggiamento del metropolita nocivo per la Chiesa e lo depose il 15 maggio 1601. Dionisio continuò la sua lotta, ma finì per restare vittima della violenza che aveva suscitato. Catturato, fu scorticato vivo e la sua pelle, riempita di fieno, fu trasformata in un fantoccio e infine data alle fiamme. È considerato santo nei dittici della Chiesa di Larissa.
Nel 1882 la Tessaglia passò dall'impero ottomano alla Grecia; da questo momento Larissa divenne una sede della Chiesa ortodossa di Grecia.
Nel 1900 la diocesi di Platamone, in territorio greco, che dipendeva tuttavia dalla metropolia di Tessalonica, in territorio ottomano, fu soppressa e unita alla sede Larissa, che da questo momento prese il nome di "metropolia di Larissa e Platamone".
Nel dicembre del 1917 il vescovo Arsenio Aphentoules fu deposto per aver criticato il presidente della repubblica greca, esiliato e infine incarcerato; 6 anni dopo fu reintegrato nel suo incarico e nelle sue funzioni e morì nel 1934.
Nel 1956 il metropolita Doroteo Kottaras fu eletto arcivescovo di Atene, massima autorità della Chiesa ortodossa di Grecia.
Nel 1989 il titolo di "Larissa e Platamone" fu sostituito da quello di "Larissa e Tyrnavos", città a una ventina di chilometri a nord-ovest di Larissa.

## Cronotassi dei metropoliti
- Sant'Achilleo †
- Claudiano † (menzionato nel 325)
- Alessandro † (menzionato nel 343/344)
- Basilio I † (prima del 424 - 431 deposto)
- Vigilanzio † (prima del 446 - dopo il 458)
- Proclo † (? - 531 deceduto)
- Stefano I † (menzionato nel 531)
- Achille † (menzionato tra il 531 e il 535)
- Giovanni I † (prima del 592 - dopo il 599)
- Costantino † (menzionato nell'865)
- Eutimio † (menzionato nell'870)
- Basilio II † (menzionato nell'879)
- Giovanni II † (nominato arcivescovo di Sinnada di Frigia all'epoca del patriarca Fozio)[5]
- Filippo † (all'epoca del patriarca Nicola I Mistico)
- Giacomo I † (menzionato nel 950 circa)
- Stiliano † (menzionato nel 997)
- Stefano II † (prima metà dell'XI secolo)
- Leone † (menzionato nel 1030)
- Giovanni III † (menzionato tra il 1025 e il 1075)
- Anonimo † (all'epoca del patriarca Cosma I)
- Anonimo † (menzionato nel 1089)
- Basilio III † (menzionato nel 1094/1095)
- Dionisio Kampsorymes † (XI/XII secolo)
- Anonimo † (menzionato nel 1116 e 1117)
- Giorgio † (prima del 1147 - dopo il 1157)
- Giovanni IV † (menzionato nel 1166)
- Anonimo † (menzionato nel 1186)
- Basilio IV † (fine XII secolo)
- Kalospitès † (1212/1213 - dopo il 1222)
- Anonimi † (menzionati nel 1227, 1229 e 1234)
- Tommaso Gorianites † (1261/1262 - dopo il 1275/1277)
- Nicandro † (prima del 1278 - dopo il 1285)
- Cipriano I † (primavera/estate 1318 - ?)
- Antonio † (1340 - 1362 deceduto)
- Nilo † (prima del 1371 - dopo il 1381)
- Joasaph I † (1389 - dopo il 1401 dimesso)[6]
- Dionisio I † (menzionato dopo il 1426)
- Cipriano II † (menzionato nel 1467)
- Anonimo † (menzionato nel 1469/1470)
- Dionisio II † (menzionato nel 1482/1486)
- Anonimo † (menzionato nel 1488)
- Bessarione I † (1490 - ? dimesso)
- Marco I † (prima del 1499 - dopo il 1502)
- Dionisio III † (? - 28 marzo 1510 deceduto)
- Anonimo † (menzionato nel 1514)
- Marco II † (menzionato nel 1517)
- Bessarione II † (1520 - 15 settembre 1540 deceduto)
- Neofito I † (settembre 1540 - giugno 1550 dimesso)
- Neofito II † (giugno 1550 - dopo il 1565)
- Geremia † (prima di luglio 1570 - 5 maggio 1572 eletto patriarca di Costantinopoli)
- Metrofane † (maggio 1572 - giugno 1572 dimesso)
- Daniele † (giugno 1572 - dopo il 7 maggio 1580 deposto)
- Daniele † (prima di luglio 1581 - prima del 1º luglio 1583 deceduto) (per la seconda volta)
  - Pacomio † (tra il 1583 e il 1590) (intruso)[7]
- Partenio I † (menzionato il 1º luglio 1583)
- Joasaph II † (menzionato nel 1590)
- Dionisio IV † (1592/1593 - 15 maggio 1601 deposto)
- Theonas † (15 maggio 1601 - gennaio 1604 deceduto)
- Leonzio † (gennaio 1604 - dopo ottobre 1606)
- Timoteo I † (maggio 1608 - dopo giugno 1617)
- Atanasio † (? - maggio 1620 deceduto)
- Gregorio † (maggio 1620 - dopo maggio 1642 deceduto)
- Paisio † (12 aprile 1645 - 1º agosto 1652 eletto patriarca di Costantinopoli)
- Dionisio V † (1652 - 29 giugno 1662 eletto patriarca di Costantinopoli)
- Dionisio VI † (9 agosto 1662 - 8 novembre 1671 eletto patriarca di Costantinopoli)
- Giacomo II † (novembre 1671 - 10 agosto 1679 eletto patriarca di Costantinopoli)
- Antimo I † (menzionato nel 1679)
- Macario † (1679 - dopo il 1685)
- Partenio II † (1688 - dopo il 28 marzo 1719)
- Gabriele I † (menzionato nel 1721)
- Giacomo III † (menzionato nel 1725 circa)
- Partenio III † (menzionato nel 1737)
- Giacomo IV † (menzionato nel 1738, 1744 e 1750)
- Melezio I † (menzionato nel 1759)
- Dionisio VII † (menzionato nel 1760)
- Giacomo V † (menzionato nel 1762)
- Giovanni V † (menzionato nel luglio 1762)
- Dionisio VIII † (menzionato nel 1764)
- Melezio II † (? - 5 novembre 1768 eletto patriarca di Costantinopoli)
- Melezio III † (menzionato nel 1775)
- Partenio IV † (menzionato a novembre 1788)
- Melezio IV † (prima di maggio 1789 - dopo marzo 1791)
- Dionisio Kalliarchis † (prima di maggio 1797 - settembre 1803 eletto metropolita di Efeso)
- Raffaele † (settembre 1803 - settembre 1806 deposto)
- Gabriele II † (settembre 1806 - settembre 1810)
- Policarpo † (settembre 1810 - circa 1818 deceduto)
- Teodosio † (marzo 1818 - circa 1819 deceduto)
- Cirillo † (luglio 1819 - giugno/novembre 1821 deceduto)
- Damasceno † (novembre 1821 - marzo 1822 deceduto)
- Melezio V † (marzo 1822 - settembre 1835 deposto)
- Antimo Vamvakis † (settembre 1835 - agosto 1837 eletto metropolita di Nicomedia)[8]
- Anania † (agosto 1837 - 13 novembre 1853 dimesso)
- Stefano III † (14 novembre 1853 - 1870 deceduto)
- Doroteo Scholarios † (2 aprile 1870 - novembre 1870 dimesso)
- Gioacchino Kokodes † (26 novembre 1870 - 7 agosto 1875 eletto metropolita di Derco)[9]
- Neofito Petrides † (7 agosto 1875 - 17 settembre 1896 deceduto)
  - Sede vacante (1896-1899)
- Ambrogio Kassares † (1899 - luglio 1910 deposto)
  - Sede vacante (1910-1914)
- Arsenio Aphentoules † (agosto 1914 - dicembre 1917 deposto)
  - Sede vacante (1917-1923)
- Arsenio Aphentoules † (11 gennaio 1923 - 24 dicembre 1934 deceduto) (per la seconda volta)
- Doroteo Kottaras † (15 gennaio 1935 - 29 marzo 1956 eletto arcivescovo di Atene)
- Demetrio Theodosis † (18 aprile 1956 - 25 marzo 1959 deceduto)
- Giacomo Schizas † (9 maggio 1960 - 1º maggio 1968 deceduto)
- Theologos Pascalides † (30 giugno 1968 - 11 luglio 1974 deposto)
- Serafino Orphanos † (16 luglio 1974 - 13 settembre 1989 deceduto)
- Demetrio Bekiares † (10 ottobre 1989 - 10 settembre 1991 eletto metropolita di Goumenissa, Axioupoli e Polykastro)
  - Sede vacante (1991-1994)
- Ignazio Lappas † (28 maggio 1994 - 26 giugno 2018 deceduto)
- Geronimo Nikolopoulos, dal 7 ottobre 2018